# Horní Planá
Horní Planá är en stad i Tjeckien.   Den ligger i distriktet Okres Český Krumlov och regionen Södra Böhmen, i den sydvästra delen av landet, 150 km söder om huvudstaden Prag. Horní Planá ligger 774 meter över havet och antalet invånare är 2 278. Den ligger vid sjön Údolní nádrž Lipno.
Terrängen runt Horní Planá är kuperad åt nordväst, men åt sydost är den platt. Runt Horní Planá är det ganska glesbefolkat, med 22 invånare per kvadratkilometer. Närmaste större samhälle är Volary, 19,0 km nordväst om Horní Planá. Omgivningarna runt Horní Planá är en mosaik av jordbruksmark och naturlig växtlighet.